# Jean-Marc Bideau
Jean-Marc Bideau (* 8. April 1984 in Quimperlé) ist ein ehemaliger französischer Straßenradrennfahrer.

## Karriere
Jean-Marc Bideau begann seine Karriere 2007 bei Unibet.com Continental. In seiner ersten Saison gewann er den Grote Paasprijs und eine Etappe bei der Spar Arden Challenge. Ende des Jahres fuhr er für das Profiteam Unibet.com als Stagiaire. Zur Saison 2008 wechselte er zu dem französischen Continental Team Roubaix Lille Métropole. Hier gewann er die zweite Etappe beim Circuit des Plages Vendéennes. Ab 2009 hatte Bideau einen Vertrag bei der Mannschaft Bretagne-Schuller. In seinem ersten Jahr dort gewann er den Grand Prix Souvenir Jean Floc'h und eine Etappe bei Kreiz Breizh Elites.
Zweimal – 2012 und 2013 – gewann Bideau das Rennen Paris–Troyes. 2011 sowie 2012 entschied er jeweils eine Etappe der Tour de Normandie für sich. 2014 startete er bei der Tour de France und belegte Platz 115.

## Erfolge
2009
- eine Etappe Kreiz Breizh Elites

2011
- eine Etappe Tour de Normandie

2012
- Paris–Troyes
- eine Etappe Tour de Normandie

2013
- Paris–Troyes

## Teams
- 2007 Unibet.com Continental
- 2007 Unibet.com (Stagiaire)
- 2008 Roubaix Lille Métropole
- 2009 Bretagne-Schuller
- 2010 Bretagne-Schuller
- 2011 Bretagne-Schuller
- 2012 Bretagne-Schuller
- 2013 Bretagne-Séché Environnement
- 2014 Bretagne-Séché Environnement
- 2015 Bretagne-Séché Environnement
- 2016 Fortuneo-Vital Concept